# Дилоло
Дилоло (фр. Dilolo) — город и территория в провинции Луалаба, Демократическая Республика Конго.
В 2010 году население города по оценкам составляло 17 446 человек. Дилоло расположен около границы с Анголой на высоте 1069 м. В городе есть аэропорт.
В 2004 году было возобновлено железнодорожное сообщение между Луандой и Лубумбаши через Дилоло, которое было прервано на протяжении 26 лет из-за гражданской войны в Анголе.